# Liste des attentats islamistes meurtriers en Europe
 (juin 2025).
Si vous disposez d'ouvrages ou d'articles de référence ou si vous connaissez des sites web de qualité traitant du thème abordé ici, merci de compléter l'article en donnant les références utiles à sa vérifiabilité et en les liant à la section « Notes et références ».
Cette page recense la liste des attentats islamistes qui ont eu lieu en Europe et qui ont fait au moins 1 mort (hors terroristes).

## Années 1980-1989
| Date                           | Pays    | Ville                    | Lieu                   | Nombre de morts | Organisation terroriste         | Article détaillé                 |
| ------------------------------ | ------- | ------------------------ | ---------------------- | --------------- | ------------------------------- | -------------------------------- |
| 12 avril 1985                  | Espagne | Madrid                   | Restaurant El Descanso | 18              | Organisation du Jihad islamique | Attentat d'El Descanso           |
| Décembre 1985 à septembre 1986 | France  | Paris, Brunoy et Puteaux |                        | 14              | Hezbollah                       | Attentats de 1985-1986 en France |
| Total                          | Total   | Total                    | Total                  | 32              |                                 |                                  |

## Années 1990-1999
| Date                                 | Pays   | Ville                                                                               | Lieu                        | Nombre de morts | Organisation terroriste | Article détaillé                                             |
| ------------------------------------ | ------ | ----------------------------------------------------------------------------------- | --------------------------- | --------------- | ----------------------- | ------------------------------------------------------------ |
| 24 décembre 1994 au 26 décembre 1994 | France | Marignane                                                                           | Aéroport Marseille-Provence | 3               | Groupe islamique armé   | Prise d'otages du vol 8969 Air France                        |
| 11 juillet 1995                      | France | Paris                                                                               | Rue Myrha                   | 2               | Groupe islamique armé   | Attentats de 1995 en France                                  |
| 25 juillet 1995                      | France | Paris                                                                               | Gare Saint-Michel           | 8               | Groupe islamique armé   | Attentats de 1995 en France                                  |
| 20 janvier au 28 mars 1996           | France | Lille, Roubaix, Wattrelos, Croix, Lomme, Auchy-les-Mines, Faches-Thumesnil et Leers |                             | 2               |                         | Gang de Roubaix                                              |
| 3 décembre 1996                      | France | Paris                                                                               | Gare de Port-Royal          | 4               | Groupe islamique armé   | Attentat du 3 décembre 1996 à la gare de Port-Royal du RER B |
| Total                                | Total  | Total                                                                               | Total                       | 19              |                         |                                                              |

## Années 2000-2009
| 15 et 20 novembre 2003 | Turquie     | Istanbul  | 302                                  | 58  | Front islamique du Grand Orient | Attentats de novembre 2003 à Istanbul  |  |  |
| 11 mars 2004           | Espagne     | Madrid    | Trains de banlieue de Madrid         | 192 | Al-Qaïda                        | Attentats de Madrid du 11 mars 2004    |  |  |
| 2 novembre 2004        | Pays-Bas    | Amsterdam |                                      | 1   |                                 | Assassinat de Theo van Gogh            |  |  |
| 7 juillet 2005         | Royaume-Uni | Londres   | Trois station de métro et un autobus | 52  | Al-Qaïda                        | Attentats de Londres du 7 juillet 2005 |  |  |
| Total                  | Total       | Total     | Total                                | 303 |                                 |                                        |  |  |

## Années 2010-2019
| 29 mars 2010                         | Russie             | Moscou                   | Station Loubianka et Station Park Koultoury                                                                                       | 40  | Émirat du Caucase                   | Attentats du 29 mars 2010 dans le métro de Moscou                 |  |  |
| 27 juin 2010                         | Bosnie-Herzégovine | Bugojno                  | | 1   |                                     | Attentat du 27 juin 2010 à Bugojno                                |  |  |
| 24 janvier 2011                      | Russie             | Domodedovo               | Aéroport international de Domodedovo                                                                                              | 37  | Émirat du Caucase                   | Attentat du 24 janvier 2011 à l'aéroport Domodedovo               |  |  |
| 2 mars 2011                          | Allemagne          | Francfort                | Aéroport de Francfort-sur-le-Main                                                                                                 | 2   |                                     | Attentat de l'aéroport de Francfort-sur-le-Main                   |  |  |
| 11 mars 2012                         | France             | Toulouse                 | Gymnase du Château de l'Hers | 1   | Al-Qaïda                            | Attentats de mars 2012 en France                                  |  |  |
| 15 mars 2012                         | France             | Montauban                | À proximité de la caserne | 2   | Al-Qaïda                            | Attentats de mars 2012 en France                                  |  |  |
| 19 mars 2012                         | France             | Toulouse                 | Collège-Lycée juif Ozar Hatorah                                                                                                   | 4   | Al-Qaïda                            | Attentats de mars 2012 en France                                  |  |  |
| 18 juillet 2012                      | Bulgarie           | Bourgas                  | Aéroport de Bourgas | 6   | Hezbollah                           | Attentat de Bourgas                                               |  |  |
| 22 mai 2013                          | Royaume-Uni        | Londres                  | Woolwich | 1   |                                     | Meurtre de Lee Rigby                                              |  |  |
| 21 octobre 2013                      | Russie             | Volgograd                | R22 | 7   |                                     | Attentat du 21 octobre 2013 à Volgograd                           |  |  |
| 29 décembre 2013 et 30 décembre 2013 | Russie             | Volgograd                | Gare de Volgograd et Trolleybus de Volgograd                                                                                      | 33  | Émirat du Caucase                   | Attentats des 29 et 30 décembre 2013 à Volgograd                  |  |  |
| 24 mai 2014                          | Belgique           | Bruxelles                | Musée juif de Belgique | 4   | État islamique                      | Attentat du musée juif de Belgique                                |  |  |
| 6 janvier 2015                       | Turquie            | Istanbul                 | Fatih | 1   | État islamique                      | Attentat d'Istanbul en 2015                                       |  |  |
| 7 janvier 2015                       | France             | Paris                    | Immeuble de Charlie Hebdo au 10, rue Nicolas-Appert et boulevard Richard-Lenoir                                                   | 12  | Al-Qaïda dans la péninsule Arabique | Attentat contre Charlie Hebdo                                     |  |  |
| 8 janvier 2015                       | France             | Montrouge                | avenue Pierre-Brossolette, à l'angle de l'avenue de la Paix                                                                       | 1   | État islamique                      | Attentats de janvier 2015 en France                               |  |  |
| 9 janvier 2015                       | France             | Paris                    | Hyper Cacher au 23, avenue de la Porte-de-Vincennes                                                                               | 4   | État islamique                      | Prise d'otages du magasin Hyper Cacher de la porte de Vincennes   |  |  |
| 14 février 2015 et 15 février 2015   | Danemark           | Copenhague               | Krudttønden et Grande synagogue de Copenhague                                                                                     | 2   | État islamique                      | Fusillades de Copenhague                                          |  |  |
| 19 avril 2015                        | France             | Villejuif                | | 1   | État islamique                      | Attentat manqué contre des églises de Villejuif le 19 avril 2015  |  |  |
| 27 avril 2015                        | Bosnie-Herzégovine | Zvornik                  | | 1   |                                     | Fusillade au poste de police de Zvornik                           |  |  |
| 26 juin 2015                         | France             | Saint-Quentin-Fallavier  | Entreprise Air Products | 1   | État islamique                      | Attentat de Saint-Quentin-Fallavier                               |  |  |
| 13 novembre 2015                     | France             | Saint-Denis et Paris     | Stade de France, Le Carillon, Le Petit Cambodge, Casa Nostra, Café Bonne Bière, La Belle Équipe, Comptoir Voltaire et le Bataclan | 130 | État islamique                      | Attentats du 13 novembre 2015 en France                           |  |  |
| 18 novembre 2015                     | Bosnie-Herzégovine | Sarajevo                 | | 2   | Al-Qaïda                            | Fusillades de 2015 à Sarajevo                                     |  |  |
| 12 janvier 2016                      | Turquie            | Istanbul                 | | 13  | État islamique                      | Attentat de janvier 2016 à Istanbul                               |  |  |
| 19 mars 2016                         | Turquie            | Istanbul                 | Avenue İstiklal | 4   | État islamique                      | Attentat de mars 2016 à Istanbul                                  |  |  |
| 22 mars 2016                         | Belgique           | Zaventem et Bruxelles    | Aéroport de Bruxelles-National et Station de métro de Maelbeek                                                                    | 35  | État islamique                      | Attentats du 22 mars 2016 à Bruxelles                             |  |  |
| 13 juin 2016                         | France             | Magnanville              | Allée des Perdrix | 2   | État islamique                      | Double assassinat du 13 juin 2016 à Magnanville                   |  |  |
| 28 juin 2016                         | Turquie            | Istanbul                 | Aéroport Atatürk d'Istanbul | 45  | État islamique                      | Attentat de l'aéroport Atatürk d'Istanbul                         |  |  |
| 14 juillet 2016                      | France             | Nice                     | Promenade des Anglais | 86  | État islamique                      | Attentat du 14 juillet 2016 à Nice                                |  |  |
| 26 juillet 2016                      | France             | Saint-Étienne-du-Rouvray | Église Saint-Étienne | 1   | État islamique                      | Attentat de l'église de Saint-Étienne-du-Rouvray                  |  |  |
| 17 août 2016                         | Russie             | Balashikha               | | 1   | État islamique                      | Attaque du poste de police de l'autoroute Shchelvoko              |  |  |
| 19 décembre 2016                     | Allemagne          | Berlin                   | Breitscheidplatz | 13  | État islamique                      | Attentat du 19 décembre 2016 à Berlin                             |  |  |
| 1er janvier 2017                     | Turquie            | Istanbul                 | Discothèque Reina | 39  | État islamique                      | Attentat du 1er janvier 2017 à Istanbul                           |  |  |
| 22 mars 2017                         | Royaume-Uni        | Londres                  | Pont de Westminster et Palais de Westminster                                                                                      | 5   | État islamique                      | Attentat de Westminster                                           |  |  |
| 3 avril 2017                         | Russie             | Saint-Pétersbourg        | Métro de Saint-Pétersbourg | 15  | Al-Qaïda État islamique             | Attentat du métro de Saint-Pétersbourg                            |  |  |
| 7 avril 2017                         | Suède              | Stockholm                | Drottninggatan | 5   | État islamique                      | Attentat du 7 avril 2017 à Stockholm                              |  |  |
| 20 avril 2017                        | France             | Paris                    | Avenue des Champs-Élysées | 1   | État islamique                      | Attentat du 20 avril 2017 sur l'avenue des Champs-Élysées à Paris |  |  |
| 22 mai 2017                          | Royaume-Uni        | Manchester               | Manchester Arena | 22  | État islamique                      | Attentat de la Manchester Arena                                   |  |  |
| 3 juin 2017                          | Royaume-Uni        | Londres                  | Pont de Londres et Borough Market                                                                                                 | 8   | État islamique                      | Attentat du 3 juin 2017 à Londres                                 |  |  |
| 28 juillet 2017                      | Allemagne          | Hambourg                 | | 1   |                                     | Attaque du 28 juillet 2017 à Hambourg                             |  |  |
| 17 août 2017                         | Espagne            | Barcelone                | La Rambla | 15  | État islamique                      | Attentats des 17 et 18 août 2017 en Catalogne                     |  |  |
| 18 août 2017                         | Espagne            | Cambrils                 | | 1   | État islamique                      | Attentats des 17 et 18 août 2017 en Catalogne                     |  |  |
| 18 août 2017                         | Finlande           | Turku                    | Place du marché de Turku et puutori                                                                                               | 2   | État islamique                      | Attaque au couteau à Turku                                        |  |  |
| 1er octobre 2017                     | France             | Marseille                | Gare Saint-Charles | 2   | État islamique                      | Attentat de la gare Saint-Charles de Marseille                    |  |  |
| 23 mars 2018                         | France             | Carcassonne et Trèbes    | Parking des Aigles de la Cité et Super U                                                                                          | 4   | État islamique                      | Attaques du 23 mars 2018 à Carcassonne et Trèbes                  |  |  |
| 12 mai 2018                          | France             | Paris                    | Rue Marsollier et Rue Monsigny | 1   | État islamique                      | Attaque du 12 mai 2018 à Paris                                    |  |  |
| 29 mai 2018                          | Belgique           | Liège                    | Boulevard d'Avroy et Athénée Léonie de Waha                                                                                       | 3   | État islamique                      | Attaque du 29 mai 2018 à Liège                                    |  |  |
| 11 décembre 2018                     | France             | Strasbourg               | Rue des Orfèvres, Rue des Grandes-Arcades, Grand-Rue et Rue Sainte-Hélène                                                         | 5   | État islamique                      | Attentat du marché de Noël de Strasbourg                          |  |  |
| 18 mars 2019                         | Pays-Bas           | Utrecht                  | 24 Oktoberplein | 4   |                                     | Fusillade du 18 mars 2019 à Utrecht                               |  |  |
| 3 octobre 2019                       | France             | Paris                    | Préfecture de police de Paris | 4   |                                     | Attentat de la préfecture de police de Paris                      |  |  |
| 29 novembre 2019                     | Royaume-Uni        | Londres                  | Fishmongers' Hall et Pont de Londres                                                                                              | 2   | État islamique                      | Attentat du 29 novembre 2019 à Londres                            |  |  |
| Total                                | Total              | Total                    | Total | 632 |                                     |                                                                   |  |  |

## Années 2020-
| 3 janvier 2020    | France             | Villejuif        | Parc départemental des Hautes-Bruyères                         | 1   |                | Attentat du 3 janvier 2020 à Villejuif                      |  |  |
| 4 avril 2020      | France             | Romans-sur-Isère |                                                                | 2   |                | Attentat du 4 avril 2020 à Romans-sur-Isère                 |  |  |
| 20 juin 2020      | Royaume-Uni        | Reading          | Forbury gardens                                                | 3   |                | Attaque du 20 juin 2020 à Reading                           |  |  |
| 12 septembre 2020 | Suisse             | Morges           |                                                                | 1   |                | Attaque du 12 septembre 2020 à Morges (en)                  |  |  |
| 4 octobre 2020    | Allemagne          | Dresde           |                                                                | 1   | État islamique | Attaque du 4 octobre 2020 à Dresde                          |  |  |
| 16 octobre 2020   | France             | Éragny-sur-Oise  | Rue du Buisson-Moineau, a proximité du Collège du Bois-d'Aulne | 1   |                | Assassinat de Samuel Paty                                   |  |  |
| 29 octobre 2020   | France             | Nice             | Basilique Notre-Dame-de l'Assomption                           | 3   |                | Attentat de la basilique Notre-Dame de Nice                 |  |  |
| 2 novembre 2020   | Autriche           | Vienne           | Innere Stadt                                                   | 4   | État islamique | Attentat du 2 novembre 2020 à Vienne                        |  |  |
| 23 avril 2021     | France             | Rambouillet      | Commissariat de police                                         | 1   |                | Attentat de Rambouillet en avril 2021                       |  |  |
| 17 septembre 2021 | Espagne            | Torre-Pacheco    |                                                                | 1   |                | Attaque du 17 septembre 2021 à Torre-Pacheco                |  |  |
| 15 octobre 2021   | Royaume-Uni        | Leigh-on-Sea     | Église méthodiste Belfairs                                     | 1   | État islamique | Meurtre de David Amess                                      |  |  |
| 25 juin 2022      | Norvège            | Oslo             |                                                                | 2   | État islamique | Attentat du 25 juin 2022 à Oslo                             |  |  |
| 10 novembre 2022  | Belgique           | Schaerbeek       | Rue d'Aerschot                                                 | 1   |                | Attaque au couteau de 2022 à Bruxelles                      |  |  |
| 25 janvier 2023   | Espagne            | Algésiras        | Chapelle San Isidro et Église Nuestra Señora de la Palma       | 1   |                | Attentat du 25 janvier 2023 à Algésiras                     |  |  |
| 9 avril 2023      | Allemagne          | Duisbourg        |                                                                | 1   | État islamique | Attentats d'avril 2023 à Duisbourg                          |  |  |
| 13 octobre 2023   | France             | Arras            | Lycée Gambetta-Carnot                                          | 1   | État islamique | Assassinat de Dominique Bernard                             |  |  |
| 15 octobre 2023   | Royaume-Uni        | Hartlepool       |                                                                | 1   |                | Attaque au couteau du 15 octobre 2023 à Hartlepool          |  |  |
| 16 octobre 2023   | Belgique           | Bruxelles        |                                                                | 2   | État islamique | Fusillade du 16 octobre 2023 à Bruxelles                    |  |  |
| 2 décembre 2023   | France             | Paris            | Pont de Bir-Hakeim                                             | 1   | État islamique | Attentat du pont de Bir-Hakeim                              |  |  |
| 28 janvier 2024   | Turquie            | Istanbul         | Église Santa Maria                                             | 1   | État islamique | Fusillade de l'église Santa Maria d'Istanbul                |  |  |
| 22 mars 2024      | Russie             | Krasnogorsk      | Crocus City Hall                                               | 145 | État islamique | Attentat du Crocus City Hall en 2024                        |  |  |
| 31 mai 2024       | Allemagne          | Mannheim         | Marktplatz                                                     | 1   |                | Attaque au couteau à Mannheim le 31 mai 2024                |  |  |
| 23 août 2024      | Russie             | Sourovikino      | Colonie correctionnelle n° 19                                  | 4   | État islamique | Crise des otages de la colonie pénitentiaire de Sourovikino |  |  |
| 23 août 2024      | Allemagne          | Solingen         | Place du marché de Fronhof                                     | 3   | État islamique | Attaque au couteau de Solingen                              |  |  |
| 24 octobre 2024   | Bosnie-Herzégovine | Bosanska Krupa   | Commissariat de police                                         | 1   |                | [ 3 ]                                                       |  |  |
| 13 février 2025   | Allemagne          | Munich           |                                                                | 2   |                | Attentat du 13 février 2025 à Munich                        |  |  |
| 15 février 2025   | Autriche           | Villach          |                                                                | 1   | État islamique | Attaque du 15 février 2025 à Villach                        |  |  |
| 22 février 2025   | France             | Mulhouse         |                                                                | 1   |                | Attaque au couteau à Mulhouse                               |  |  |
| Total             | Total              | Total            | Total                                                          | 188 |                |                                                             |  |  |